# Sor (rivier)
De Sor is een rivier in de Franse departementen Tarn en Haute-Garonne, regio Occitanie. Zij is een rechtse zijrivier van de Agout en behoort via de Tarn tot het bekken van de Garonne. 

## Loop
De Sor is 60,8 km lang. Zij ontspringt op 746 m hoogte op het grondgebied van de gemeente Arfons in de Montagne Noire. Zij bereikt al snel het stuwmeer van Cammazes. Voorbij de stuwdam kent zij een groot verval van 300 meter op enkele kilometer met meerdere watervallen in een diep ingesneden vallei. 
Zij stroomt aan de noordzijde van het stadje Revel en bereikt de vlakte waar een aftakking, de Rigole de la Plaine water naar het Canal du Midi afleidt. In de vlakte ontvangt zij haar belangrijkste zijrivieren, waaronder de Sant en de Bernazobre.In Vielmur-sur-Agout stroomt zij als rechtse zijrivier in de Agout.

## Hydrografie
Haar bekken heeft een oppervlakte van 450 km². Haar gemiddelde debiet, gemeten in Cambounet-sur-le-Sor, van 2.6 m³/s is een zware onderschatting vanwege gebruik voor drinkwater en landbouw en het Canal du Midi. Anderzijds zijn er grote verschillen per maand met een minimum van 0,52 m³ in augustus.